# Lala Wane
Lala Wane (née le 15 juillet 1989) est une joueuse sénégalaise de basket-ball, au poste d'arrière. Elle est membre de l'équipe du Sénégal de basket-ball féminin et a participé aux Jeux olympiques d'été de 2016.

## Carrière
Lala Wane a commencé le basket à l’âge de 11 ans dans le club de Sainte Marie au Havre.
A 13 ans elle  rejoint le club d’Aplemont qui évolue aujourd’hui en NF1 jusqu’à ses 16 ans. pendant ce temps-là elle était au pôle espoir à Rouen.
Après cela elle quitta Aplemont pour le club voisin Notre dame de Gravenchon en pré nationale. En 3 ans le club accédait au plus haut niveau la nationale 2.
En 2009 elle signa son premier contrat professionnel avec Charleville Mézières où elle évoluait en Nationale 1.
Elle sillonne les routes de la France en allant de club en club, ce qui lui permettra de gagner en expérience.
En 2016 elle est convoquée par l’équipe nationale du Sénégal pour les J.O 2016 à Rio au Brésil.
2019 Championne de France avec l’équipe d’Orthez elle fut élue MVP avec 18 points et 20 d’évaluation.

## Palmarès
- Médaille d'argent au championnat d'Afrique 2019

Championne de France avec US Orthez en coupe de France 2019